# Baradero
Baradero é uma cidade da Argentina, na província de Buenos Aires.